# Israelitisches Familienblatt
Das Israelitische Familienblatt war eine deutschlandweit von 1898 bis 1938 erscheinende Zeitschrift, die kostenlos an Mitglieder der jüdischen Gemeinden verteilt wurde. Sie erschien mit mehreren Lokalausgaben, so als Frankfurter israelitisches Familienblatt, Berliner israelitisches Familienblatt und als Familienblatt für die israelitischen Gemeinden Hamburg, Altona, Wandsbek und Harburg.

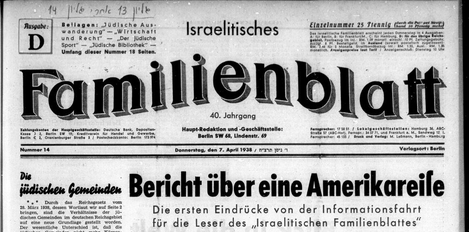
Israelitisches Familienblatt 7. April 1938

1889 hatte Max Lessmann in der Hamburger ABC-Straße 57 eine Buchdruckerei und Verlagsanstalt als Spezialdruckerei für Handel und Industrie gegründet. Dort erschien die Zeitschrift von 1898 bis 1935. Bis 1938 wurde sie danach in Berlin verlegt. 1935 begleitete die Journalistin Doris Wittner im Auftrag des Blattes eine Reisegruppe nach Palästina. 1938 begleitete Hans Martin Schwarz Emigranten in die USA.
Die Berichterstattung der Zeitschrift wird als neutral und umfassend, unter Verwendung eines versöhnlichen Tones eingeschätzt. Die Zeitschrift wurde am 10. November 1938, einen Tag nach der Reichspogromnacht, zeitgleich mit allen anderen jüdischen Druckerzeugnisse verboten. Die einzig verbliebene Zeitung war das von den Nazis angeordnete Jüdisches Nachrichtenblatt, welches hauptsächlich zur Veröffentlichung der die Juden betreffenden Gesetze und Verordnungen des NS-Regimes diente.

## Auflagenzahlen
- 1935: 35.000[5]
- 1938: 26.500